# 나카시마 요시노
나카시마 요시노(일본어: 中嶋 淑乃, 1999년 7월 27일 ~ )는 일본의 여자 축구 선수이다.

## 국가대표팀 경력
그녀는 2022년 EAFF E-1 풋볼 챔피언십에 참가할 일본 국가대표팀에 발탁되었으며, 7월 23일 중화 타이베이와의 경기에서 데뷔했다. E-1 풋볼 챔피언십 우승.
그녀는 2022년 아시안 게임에 참가할 일본 국가대표 B팀에 발탁되었으며, 일본이 우승을 달성하는데 크게 기여하였다.
2025년 EAFF E-1 풋볼 챔피언십에도 출전했다.

## 통계
| 일본 | 일본 | 일본 |
| 연도 | 출전 | 득점 |
| ---- | ---- | ---- |
| 2022 | 1    | 0    |
| 2023 | 4    | 2    |
| 2024 | 2    | 0    |
| 통산 | 7    | 2    |